# 格勒纳勒大道

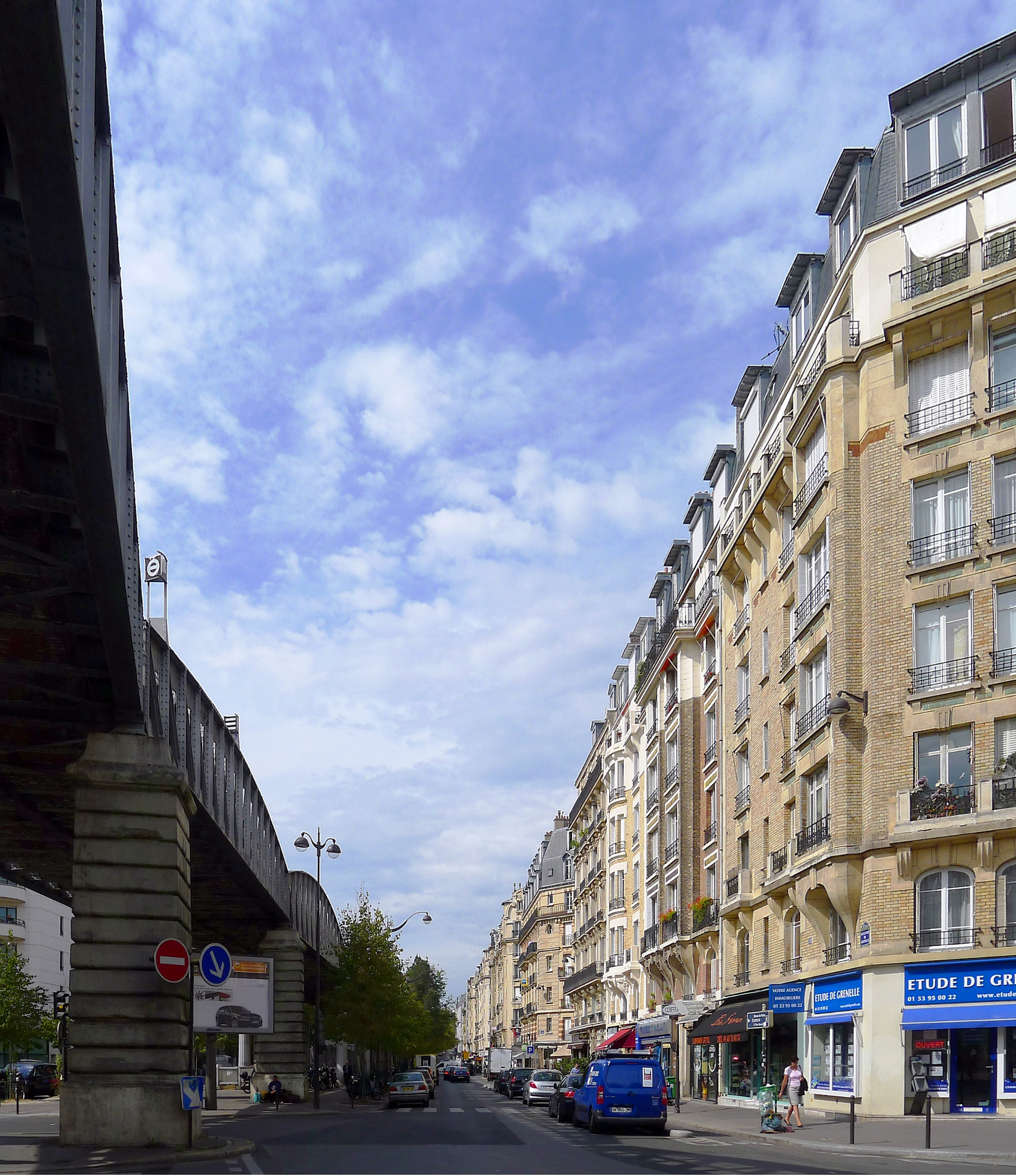

格勒纳勒大道（Boulevard de Grenelle）是巴黎十五区的一条道路。长1220米，宽42米。它始于Place des Martyrs-Juifs-du-Vélodrome-d’Hiver，止于Place Cambronne和rue Alexandre-Cabanel。

## 交通

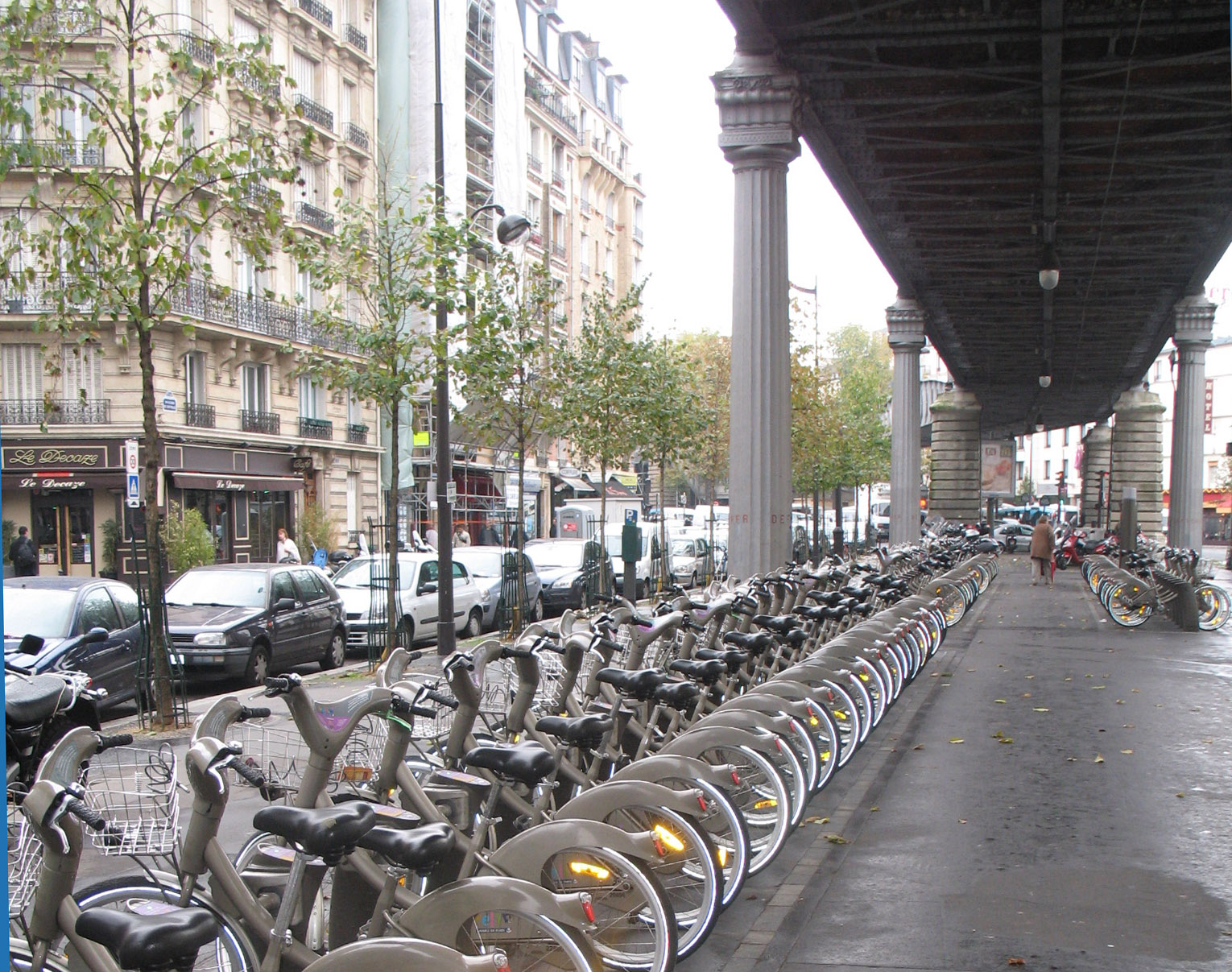

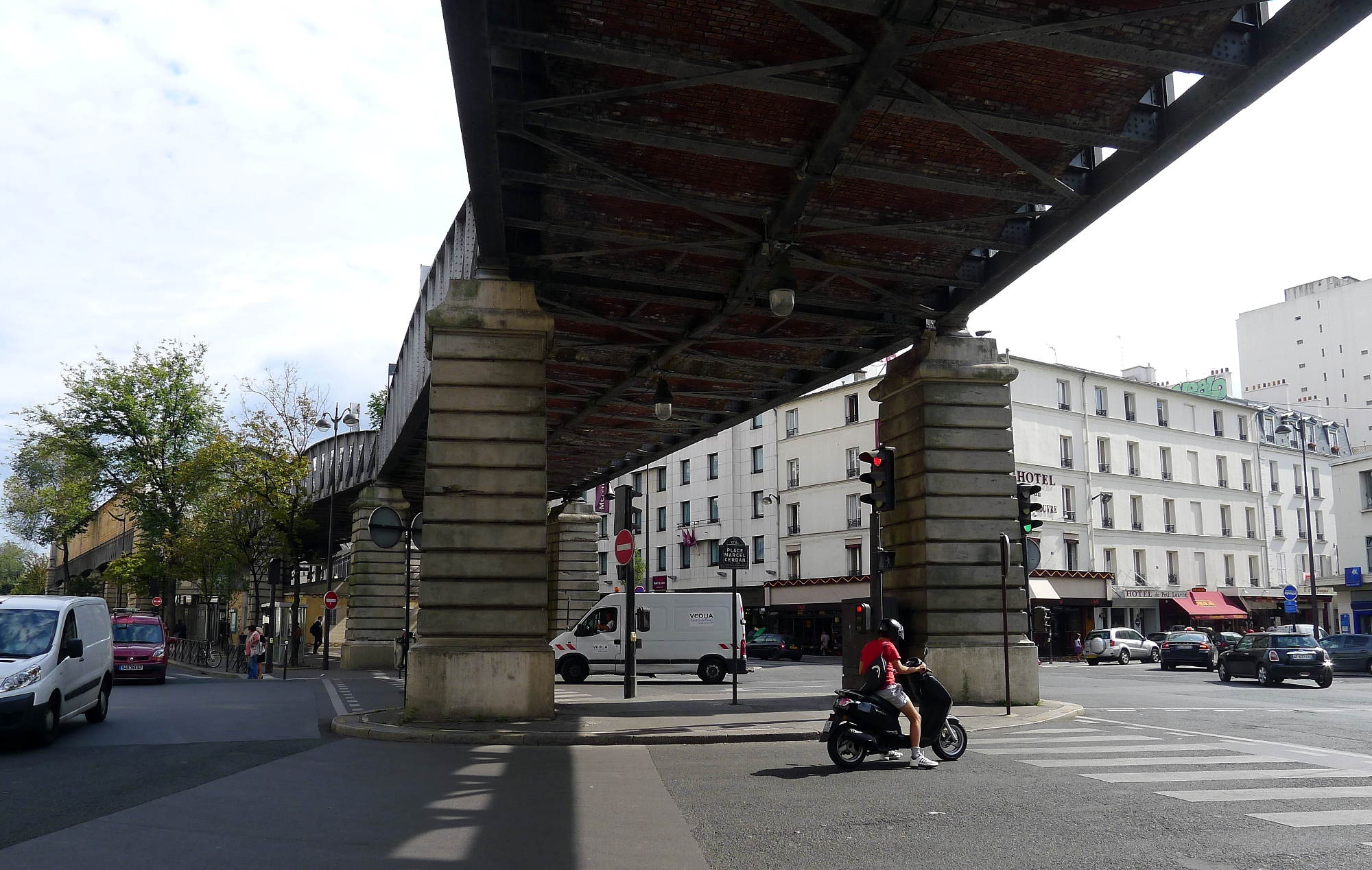

巴黎地铁6号线经过格勒纳勒大道上，设有以下地铁站：坎布罗恩站（Cambronne）、拉莫特-皮凯-格勒内勒站（La Motte-Picquet - Grenelle）、杜布雷站（Dupleix）和比尔阿克姆站（Bir-Hakeim）。

## 名称
格勒纳勒大道得名于原郊外村落格勒纳勒。

## 历史
格勒纳勒大道开辟于1863年，命名于1864年12月30日。

## 建筑
- 1号
- 10号
- 44-46号[1].
- 58号
- 87号: 法国足球协会
- 107号: résistant Roland Agon, mort pour la 解放巴黎[2].
- 123号
- 135号

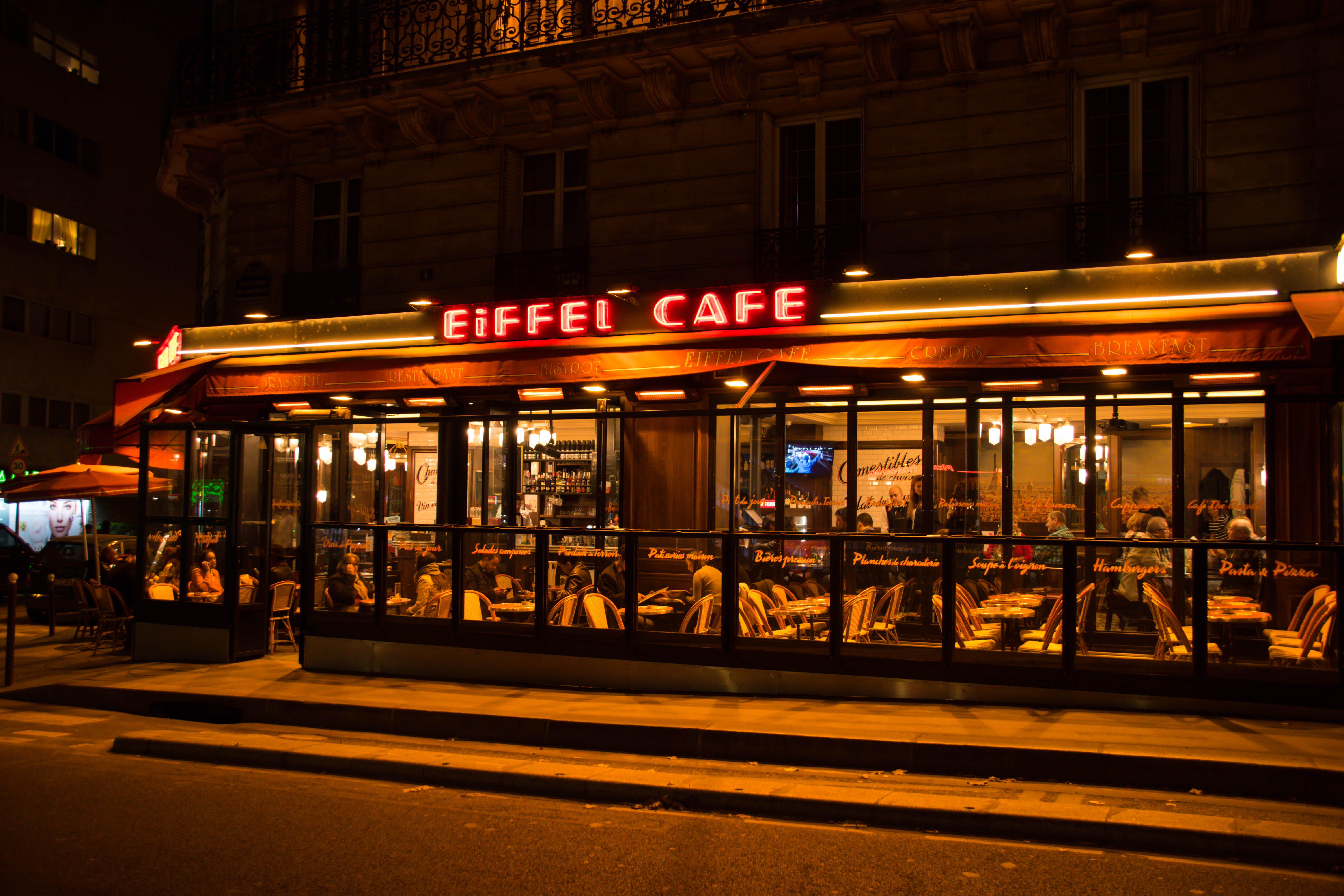
4号
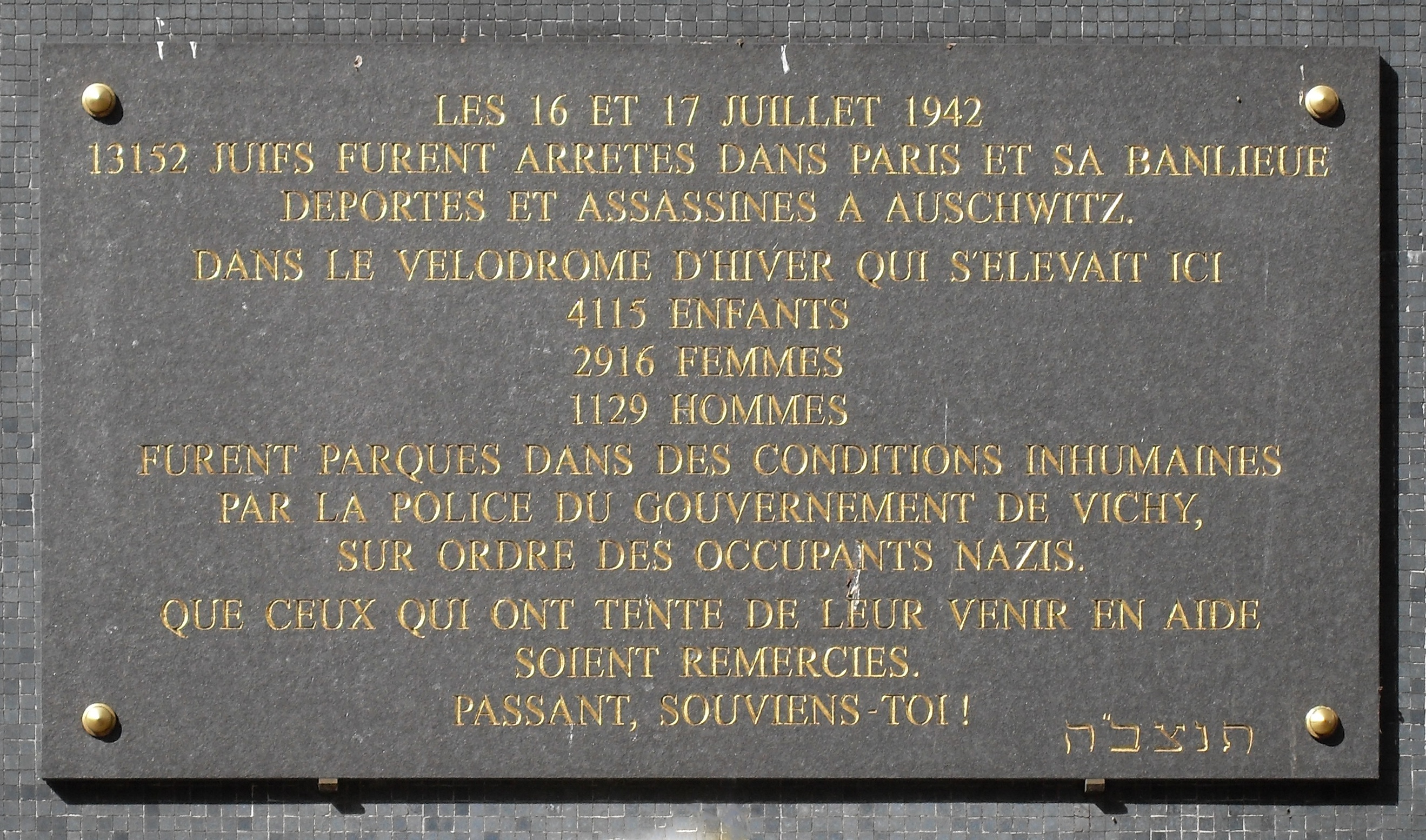
8号
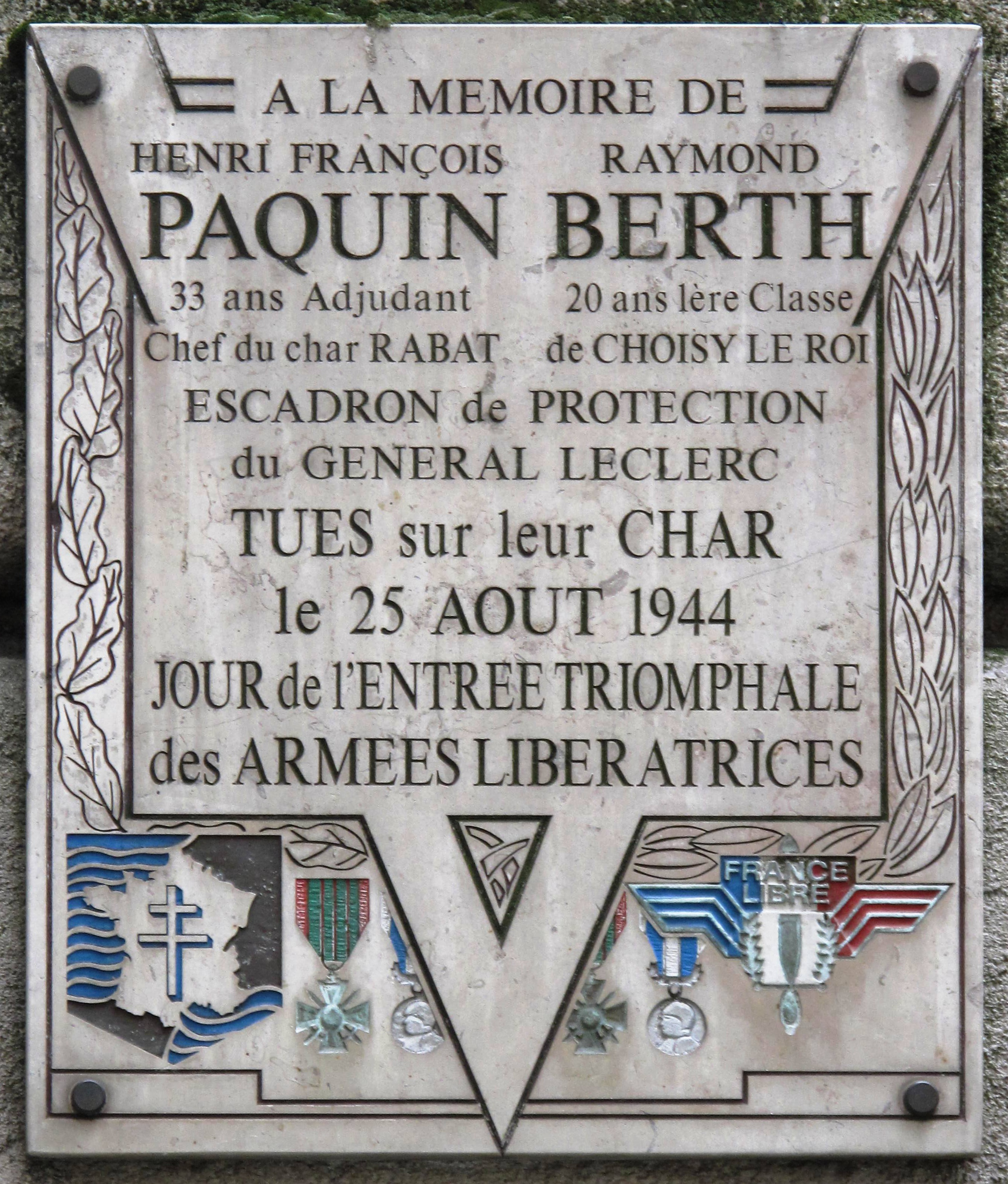
63号
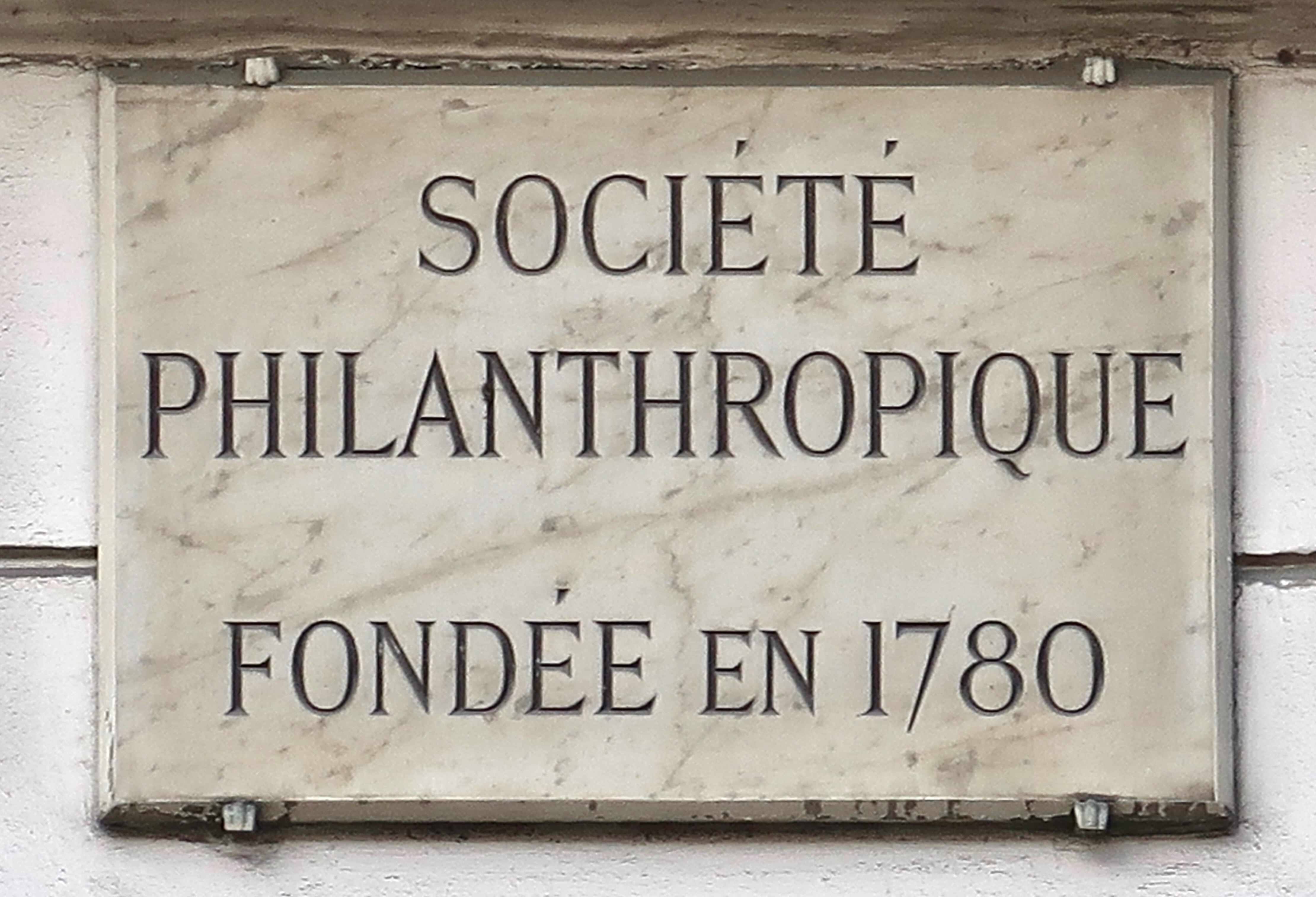
65号
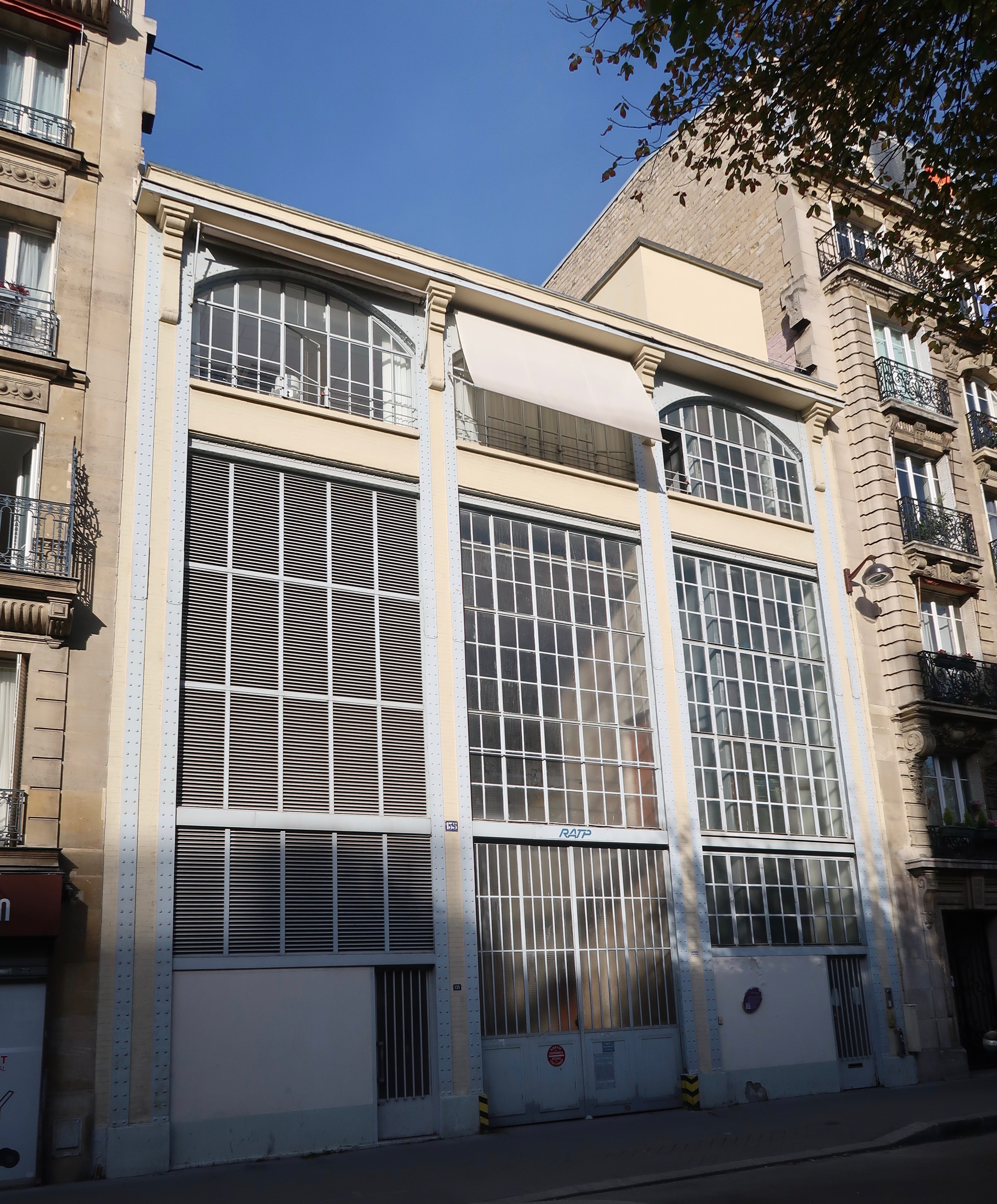
135号